# 도도 다카사와

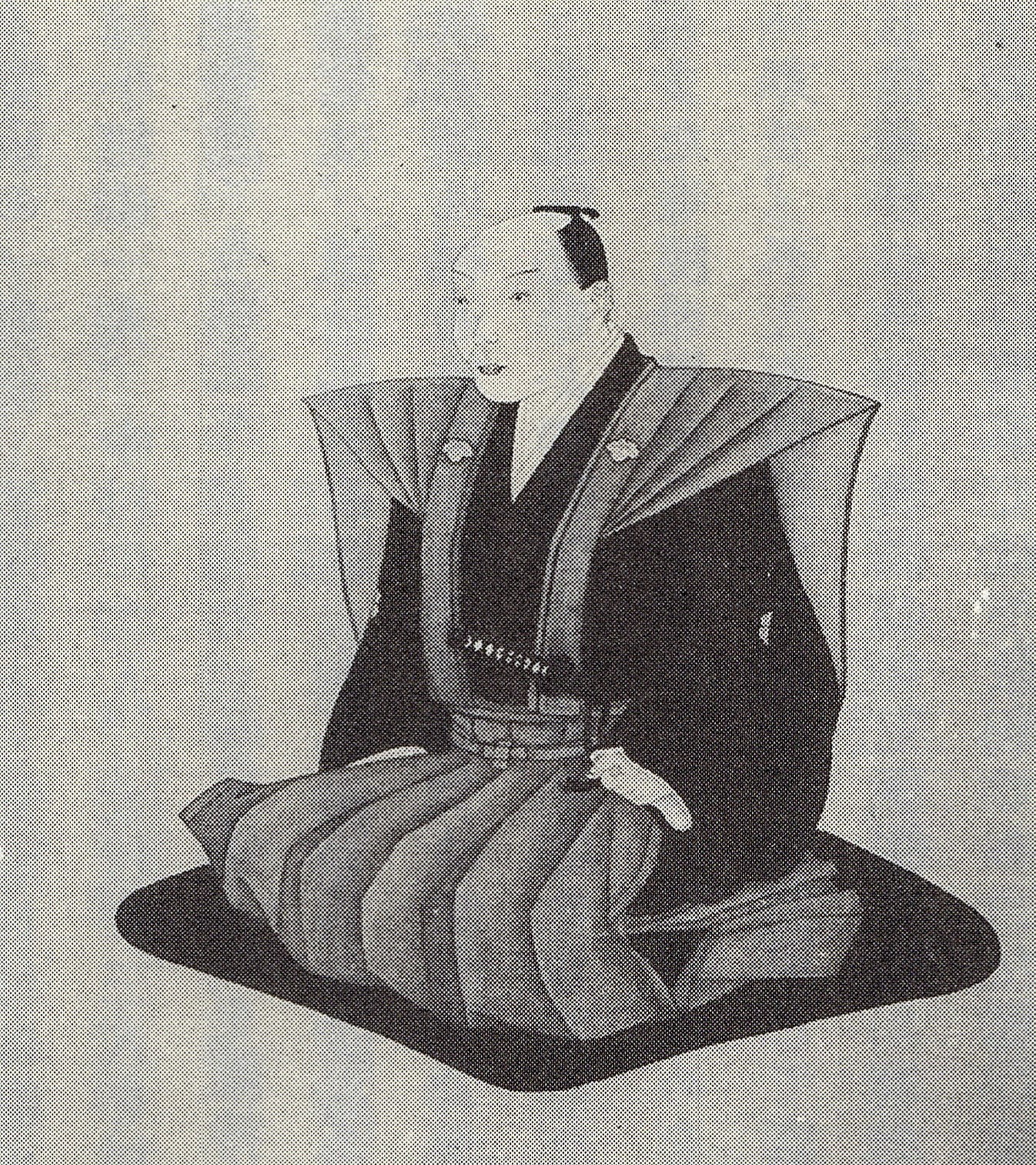
도도 다카사와 초상화

도도 다카사와(일본어: 藤堂高兌, 덴메이 원년 음력 4월 2일(1781년 4월 25일) ~ 분세이 7년 음력 12월 17일(1825년 2월 4일))는 이세 쓰번 제10대 번주이다. 이전에는 이세 히사이번 제12대 번주였다. 도도 종가 제10대 당주. 히사이번 도도가 제12대 당주. 쓰번 선대 번주 도도 다카사토의 장남이며 아명은 고치요(庚千代)이다.
정실은 다카쓰키번주 나가이 나오노부의 딸이다.
농민 봉기로 어려워진 번을 검소와 절약, 제도 개혁을 통해 쇄신했으며, 이후 본가인 이세국의 쓰번으로 돌아와 훌륭하게 이끌었다. 그는 번정 개혁을 성공시킨 것은 물론 번의 백성들에게도 선정을 베풀었다. 그렇기 때문에 백성들의 지지를 한 몸에 받았고, 두곳의 번을 일으켜 세우는 데 성공한, 에도 시대 후기의 대표적 명군주로 꼽히는 인물이다.

## 생애
도도는 1781년 에도에서 도도 다카사토의 아들로 태어났다. 그는 1790년 불과 10세의 나이로 도도 다카나오의 뒤를 이어 이세 국 히사이 번의 제12대 번주가 되었다. 히사이번은 도도 다카미치 분가하여 생겨난 집안이 대대로 통치해왔는데, 11대 번주였던 다카나오가 후사없이 요절하자 본가인 쓰번에서 다카사와를 양자로 들인 것이다. 이때 다카사와는 10살의 어린 나이었기 때문에 처음에는 가문의 장로들에게 보좌를 받았다.
당시 히사이번은 이전에 발생했던 농민 봉기로 인해 재정적으로 크게 어려운 상황이었다. 다카사와는 이를 회복하고자 검소와 절약을 장려하는 등 번정의 쇄신을 꾀하였다. 또한 흉년이나 비상시를 대비해서 곡식을 저장해두는 의창(義倉)을 설치하고, 관개 시설 및 개간 공사를 실시하였다. 특히 의창제도는 철저하게 공적으로만 사용할 수 있도록 했고, 이는 1871년까지 지속될 수 있었다. 그 외에도 숲을 조성하는 산업과 누에를 기르는 산업을 장려해 진흥시켰고, 가신들의 자제들을 교육시키 위한 번교(藩校)를 창설했으며, 법령을 정비하고 행정기구를 개선하는 등 혼란했던 번을 다시 일으켜 세운 명군으로 평가받는다.
1806년 다카사와는 친아버지가 사망하자 본가인 쓰번으로 돌아가 번주를 계승하게 되었다. 이유는 쓰번세자 도도 다카토시가 요절하는 바람에 후계자가 공석이었기 때문이다. 그 대신 히사이번은 동생 다카토가 이어받았다. 당시 쓰번 역시 반정이 매우 불안정했고 재정이 궁핍한 상황이었다. 다카사와는 히사이 번과 마찬가지로 법과 행정기구를 정비하고, 번교를 창설하는 등 개혁을 꾀하였다.
다카사와는 1825년 12월 44세의 나이로 에도에서 병사했다.
| 전임 도도 다카나오 | 제12대 히사이번 번주 (도도가) 1790년 ~ 1806년 | 후임 도도 다카토 |

| 전임 도도 다카사토 | 제10대 쓰번 번주 (도도가) 1806년 ~ 1824년 | 후임 도도 다카유키 |